# Sélections à Miss France
 (décembre 2022).
Pour un article plus général, voir Miss France.
La liste ci-dessous représente tous les comités de présélections à l'élection annuelle de Miss France.

## Différence entre régions administratives et régions de sélections
| Régions administratives    | Titres du concours                    |
| -------------------------- | ------------------------------------- |
| Auvergne-Rhône-Alpes       | Miss Auvergne                         |
| Auvergne-Rhône-Alpes       | Miss Rhône-Alpes                      |
| Bourgogne-Franche-Comté    | Miss Bourgogne                        |
| Bourgogne-Franche-Comté    | Miss Franche-Comté                    |
| Bretagne                   | Miss Bretagne                         |
| Centre-Val de Loire        | Miss Centre-Val-de-Loire              |
| Corse                      | Miss Corse                            |
| Guadeloupe                 | Miss Guadeloupe                       |
| Grand Est                  | Miss Alsace                           |
| Grand Est                  | Miss Champagne-Ardenne                |
| Grand Est                  | Miss Lorraine                         |
| Guyane                     | Miss Guyane                           |
| Hauts-de-France            | Miss Nord-Pas-de-Calais               |
| Hauts-de-France            | Miss Picardie                         |
| Île-de-France              | Miss Île-de-France                    |
| La Réunion                 | Miss Réunion                          |
| Martinique                 | Miss Martinique                       |
| Mayotte                    | Miss Mayotte                          |
| Normandie                  | Miss Normandie                        |
| Nouvelle-Aquitaine         | Miss Aquitaine                        |
| Nouvelle-Aquitaine         | Miss Limousin                         |
| Nouvelle-Aquitaine         | Miss Poitou-Charentes                 |
| Nouvelle-Calédonie         | Miss Nouvelle-Calédonie               |
| Occitanie                  | Miss Languedoc-Roussillon             |
| Occitanie                  | Miss Midi-Pyrénées                    |
| Pays de la Loire           | Miss Pays de la Loire                 |
| Polynésie française        | Miss Tahiti                           |
| Provence-Alpes-Côte d'Azur | Miss Côte d'Azur                      |
| Provence-Alpes-Côte d'Azur | Miss Provence                         |
| Saint-Barthélemy           | Miss Saint-Martin et Saint-Barthélemy |
| Saint-Martin               | Miss Saint-Martin et Saint-Barthélemy |
| Saint-Pierre-et-Miquelon   | Miss Saint-Pierre-et-Miquelon         |
| Wallis-et-Futuna           | Miss Wallis-et-Futuna                 |

## Sélections locales
| Sélections locales      | Sélections départementales       | Sélections régionales                 |
| ----------------------- | -------------------------------- | ------------------------------------- |
|                         | Miss Bas-Rhin                    | Miss Alsace                           |
|                         | Miss Haut-Rhin                   | Miss Alsace                           |
|                         | Miss Agenais                     | Miss Aquitaine                        |
|                         | Miss Bassin d'Arcachon           | Miss Aquitaine                        |
|                         | Miss Bordeaux                    | Miss Aquitaine                        |
|                         | Miss Landes Béarn                | Miss Aquitaine                        |
|                         | Miss Biganos                     | Miss Aquitaine                        |
|                         | Miss Lot-et-Garonne              | Miss Aquitaine                        |
|                         | Miss Médoc                       | Miss Aquitaine                        |
|                         | Miss Périgord                    |                                       |
|                         | Miss Allier                      | Miss Auvergne                         |
|                         | Miss Cantal                      | Miss Auvergne                         |
|                         | Miss Haute-Loire                 | Miss Auvergne                         |
|                         | Miss Puy-de-Dôme                 | Miss Auvergne                         |
|                         | Miss Côte-d'Or                   | Miss Bourgogne                        |
|                         | Miss Nièvre                      | Miss Bourgogne                        |
|                         | Miss Saône-et-Loire              | Miss Bourgogne                        |
|                         | Miss Yonne                       | Miss Bourgogne                        |
|                         | Miss Centre-Bretagne             | Miss Bretagne                         |
|                         | Miss Côtes-d'Armor               | Miss Bretagne                         |
|                         | Miss Finistère                   | Miss Bretagne                         |
|                         | Miss Ille-et-Vilaine             | Miss Bretagne                         |
|                         | Miss Morbihan                    | Miss Bretagne                         |
|                         | Miss Cher                        | Miss Centre-Val-de-Loire              |
|                         | Miss Eure-et-Loir                | Miss Centre-Val-de-Loire              |
|                         | Miss Indre                       | Miss Centre-Val-de-Loire              |
|                         | Miss Loiret                      | Miss Centre-Val-de-Loire              |
|                         | Miss Loir-et-Cher                | Miss Centre-Val-de-Loire              |
|                         | Miss Touraine                    | Miss Centre-Val-de-Loire              |
|                         | Miss Aube                        | Miss Champagne-Ardenne                |
|                         | Miss Ardennes                    | Miss Champagne-Ardenne                |
|                         | Miss Haute-Marne                 | Miss Champagne-Ardenne                |
|                         | Miss Marne                       | Miss Champagne-Ardenne                |
|                         | Miss Arone                       | Miss Corse                            |
|                         | Miss Bonifacio                   | Miss Corse                            |
|                         | Miss Calvi                       | Miss Corse                            |
|                         | Miss Cozzano                     | Miss Corse                            |
|                         | Miss Île Rousse                  | Miss Corse                            |
|                         | Miss Oriente                     | Miss Corse                            |
|                         | Miss Porticcio                   | Miss Corse                            |
|                         | Miss Porto Vecchio               | Miss Corse                            |
|                         | Miss Saint-Florent               | Miss Corse                            |
|                         | Miss Antibes Juan-les-Pins       | Miss Côte d'Azur                      |
|                         | Miss Beausoleil                  | Miss Côte d'Azur                      |
|                         | Miss Cannes                      | Miss Côte d'Azur                      |
|                         | Miss Falicon                     | Miss Côte d'Azur                      |
|                         | Miss Menton                      | Miss Côte d'Azur                      |
|                         | Miss Mimosa                      | Miss Côte d'Azur                      |
|                         | Miss Mougins                     | Miss Côte d'Azur                      |
|                         | Miss Vallauris Golfe Juan        | Miss Côte d'Azur                      |
|                         | Miss Belfort-Montbéliard         | Miss Franche-Comté                    |
|                         | Miss Doubs                       | Miss Franche-Comté                    |
|                         | Miss Haute-Saône                 | Miss Franche-Comté                    |
|                         | Miss Jura                        | Miss Franche-Comté                    |
|                         | Miss Pays d'Ornans               | Miss Franche-Comté                    |
|                         |                                  | Miss Guadeloupe                       |
|                         |                                  | Miss Guyane                           |
|                         | Miss Essonne                     | Miss Île-de-France                    |
|                         | Miss Paris                       | Miss Île-de-France                    |
|                         | Miss Seine-et-Marne              | Miss Île-de-France                    |
|                         | Miss Seine-Saint-Denis           | Miss Île-de-France                    |
|                         | Miss Val-de-Marne                | Miss Île-de-France                    |
|                         | Miss Val-d'Oise                  | Miss Île-de-France                    |
|                         | Miss Yvelines                    | Miss Île-de-France                    |
|                         | Miss Beaucaire                   | Miss Languedoc-Roussillon             |
|                         | Miss Hérault                     | Miss Languedoc-Roussillon             |
|                         | Miss Bessan                      | Miss Languedoc-Roussillon             |
|                         | Miss Gard                        | Miss Languedoc-Roussillon             |
|                         | Miss Montpellier                 | Miss Languedoc-Roussillon             |
|                         | Miss Gallargues Petite Camargue  | Miss Languedoc-Roussillon             |
|                         | Miss Grande-Motte                | Miss Languedoc-Roussillon             |
|                         | Miss Palavas                     | Miss Languedoc-Roussillon             |
|                         | Miss Aude                        | Miss Languedoc-Roussillon             |
|                         | Miss Pays d'Hérault              | Miss Languedoc-Roussillon             |
|                         | Miss Béziers                     | Miss Languedoc-Roussillon             |
|                         | Miss Narbonne Littoral           | Miss Languedoc-Roussillon             |
|                         | Miss Grau du Roi                 | Miss Languedoc-Roussillon             |
|                         | Miss Aspres                      | Miss Languedoc-Roussillon             |
|                         | Miss Bages                       | Miss Languedoc-Roussillon             |
|                         | Miss Catalogne                   | Miss Languedoc-Roussillon             |
|                         | Miss Conflent                    | Miss Languedoc-Roussillon             |
|                         | Miss Perpignan                   | Miss Languedoc-Roussillon             |
|                         | Miss Pyrénées-Orientales         | Miss Languedoc-Roussillon             |
|                         | Miss Saint-Cyprien               | Miss Languedoc-Roussillon             |
|                         | Miss Corrèze                     | Miss Limousin                         |
|                         | Miss Haute-Vienne                | Miss Limousin                         |
|                         | Miss Limoges                     | Miss Limousin                         |
|                         | Miss Pays de Creuse              | Miss Limousin                         |
|                         | Miss Moselle                     | Miss Lorraine                         |
|                         | Miss Vosges                      | Miss Lorraine                         |
|                         | Miss Meurthe-et-Moselle          | Miss Lorraine                         |
|                         | Miss Cristal                     | Miss Lorraine                         |
|                         | Miss Yutz Rive Droite            | Miss Lorraine                         |
|                         | Miss Pays de Sarrebourg          | Miss Lorraine                         |
|                         |                                  | Miss Martinique                       |
|                         |                                  | Miss Mayotte                          |
|                         | Miss Toulouse                    | Miss Midi-Pyrénées                    |
|                         | Miss Ariège                      | Miss Midi-Pyrénées                    |
|                         | Miss Haute-Garonne               | Miss Midi-Pyrénées                    |
|                         | Miss Nogaro en Armagnac          | Miss Midi-Pyrénées                    |
|                         | Miss Quercy-Rouergue             | Miss Midi-Pyrénées                    |
|                         | Miss Gers                        | Miss Midi-Pyrénées                    |
|                         | Miss Tarn-et-Garonne             | Miss Midi-Pyrénées                    |
|                         | Miss Albigeois                   | Miss Midi-Pyrénées                    |
|                         | Miss Tarn                        | Miss Midi-Pyrénées                    |
|                         | Miss Pays du Couserans           | Miss Midi-Pyrénées                    |
|                         | Miss Lot                         | Miss Midi-Pyrénées                    |
|                         | Miss Pays de Lourdes             | Miss Midi-Pyrénées                    |
|                         | Miss Val-d'Aïgo                  | Miss Midi-Pyrénées                    |
|                         | Miss Pays du Célé                | Miss Midi-Pyrénées                    |
|                         | Miss Hautes-Pyrénées             | Miss Midi-Pyrénées                    |
|                         | Miss Pévèle                      | Miss Nord-Pas-de-Calais               |
|                         | Miss Ostrevant                   | Miss Nord-Pas-de-Calais               |
|                         | Miss Bassin Minier Pas-de-Calais | Miss Nord-Pas-de-Calais               |
|                         | Miss Caudrésis                   | Miss Nord-Pas-de-Calais               |
|                         | Miss Roubaix Métropole           | Miss Nord-Pas-de-Calais               |
|                         | Miss Valenciennois               | Miss Nord-Pas-de-Calais               |
|                         | Miss Val de Sambre               | Miss Nord-Pas-de-Calais               |
|                         | Miss Opale Sud                   | Miss Nord-Pas-de-Calais               |
|                         | Miss Douai                       | Miss Nord-Pas-de-Calais               |
|                         | Miss Dunkerquois                 | Miss Nord-Pas-de-Calais               |
|                         | Miss Hersin-Coupigny             | Miss Nord-Pas-de-Calais               |
|                         | Miss Avesnois                    | Miss Nord-Pas-de-Calais               |
|                         | Miss Pays de Bapaume             | Miss Nord-Pas-de-Calais               |
|                         | Miss Arras                       | Miss Nord-Pas-de-Calais               |
|                         | Miss Artois                      | Miss Nord-Pas-de-Calais               |
|                         | Miss Liévin                      | Miss Nord-Pas-de-Calais               |
|                         | Miss Lille                       | Miss Nord-Pas-de-Calais               |
|                         | Miss Boulogne                    | Miss Nord-Pas-de-Calais               |
|                         | Miss Couronne Nord               | Miss Nord-Pas-de-Calais               |
|                         | Miss Béthune                     | Miss Nord-Pas-de-Calais               |
|                         | Miss Basse-Normandie             | Miss Normandie                        |
|                         | Miss Calvados                    | Miss Normandie                        |
|                         | Miss Haute-Normandie             | Miss Normandie                        |
|                         | Miss Manche                      | Miss Normandie                        |
|                         | Miss Orne                        | Miss Normandie                        |
|                         | Miss Pays d'Auge                 | Miss Normandie                        |
|                         |                                  | Miss Nouvelle-Calédonie               |
|                         | Miss Vendée                      | Miss Pays de Loire                    |
|                         | Miss Loire-Atlantique            | Miss Pays de Loire                    |
|                         | Miss Mayenne                     | Miss Pays de Loire                    |
|                         | Miss Maine-et-Loire              | Miss Pays de Loire                    |
|                         | Miss Pays Fléchois               | Miss Pays de Loire                    |
|                         | Miss Anjou                       | Miss Pays de Loire                    |
|                         | Miss Nantes                      | Miss Pays de Loire                    |
|                         | Miss Pays du Chantonnay          | Miss Pays de Loire                    |
|                         | Miss Pays de la Mée              | Miss Pays de Loire                    |
|                         | Miss Sarthe                      | Miss Pays de Loire                    |
|                         | Miss La Roche-sur-Yon            | Miss Pays de Loire                    |
|                         | Miss Aisne                       | Miss Picardie                         |
|                         | Miss Oise                        | Miss Picardie                         |
|                         | Miss Somme                       | Miss Picardie                         |
|                         | Miss Charente                    | Miss Poitou-Charentes                 |
|                         | Miss Charente-Maritime           | Miss Poitou-Charentes                 |
|                         | Miss Deux-Sèvres                 | Miss Poitou-Charentes                 |
|                         | Miss Haut-Poitou                 | Miss Poitou-Charentes                 |
|                         | Miss Vienne                      | Miss Poitou-Charentes                 |
|                         | Miss Istres                      | Miss Provence                         |
|                         | Miss Var                         | Miss Provence                         |
|                         | Miss Bouches-du-Rhône            | Miss Provence                         |
|                         | Miss Alpes du Sud                | Miss Provence                         |
|                         | Miss Marseille                   | Miss Provence                         |
|                         | Miss Pays d'Aix                  | Miss Provence                         |
|                         | Miss Alpes-de-Haute-Provence     | Miss Provence                         |
|                         | Miss Vaucluse                    | Miss Provence                         |
|                         | Miss Miramas                     | Miss Provence                         |
|                         | Miss Salon-de-Provence           | Miss Provence                         |
|                         | Miss Réunion Est                 | Miss Réunion                          |
|                         | Miss Réunion Nord                | Miss Réunion                          |
|                         | Miss Réunion Ouest               | Miss Réunion                          |
|                         | Miss Réunion Sud                 | Miss Réunion                          |
| Miss Ardèche            | Miss Dauphiné                    | Miss Rhône-Alpes                      |
| Miss Isère              | Miss Dauphiné                    | Miss Rhône-Alpes                      |
| Miss Montélimar         | Miss Dauphiné                    | Miss Rhône-Alpes                      |
| Miss Vallée de la Drôme | Miss Dauphiné                    | Miss Rhône-Alpes                      |
|                         | Miss Loire                       | Miss Rhône-Alpes                      |
| Miss Bresse             | Miss Pays de l'Ain               | Miss Rhône-Alpes                      |
| Miss Châtillon          | Miss Pays de l'Ain               | Miss Rhône-Alpes                      |
| Miss Haut-Bugey         | Miss Pays de l'Ain               | Miss Rhône-Alpes                      |
|                         | Miss Pays de Savoie              | Miss Rhône-Alpes                      |
| Miss Beaujolais         | Miss Rhône                       | Miss Rhône-Alpes                      |
| Miss Lyon               | Miss Rhône                       | Miss Rhône-Alpes                      |
| Miss Pays du Lyonnais   | Miss Rhône                       | Miss Rhône-Alpes                      |
| Miss Villeurbanne       | Miss Rhône                       | Miss Rhône-Alpes                      |
|                         | Miss Saint-Barthélemy            | Miss Saint-Martin et Saint-Barthélemy |
|                         | Miss Saint-Martin                | Miss Saint-Martin et Saint-Barthélemy |
| Miss Grande Miquelon    | Miss Miquelon                    | Miss Saint-Pierre-et-Miquelon         |
| Miss Langlade           | Miss Miquelon                    | Miss Saint-Pierre-et-Miquelon         |
| Miss Le Cap             | Miss Miquelon                    | Miss Saint-Pierre-et-Miquelon         |
|                         | Miss Saint-Pierre                | Miss Saint-Pierre-et-Miquelon         |
|                         |                                  | Miss Tahiti                           |

## Anciennes sélections régionales
Au cours des décennies, différentes sélections régionales menant à la finale de Miss France ont existé. Voici un récapitulatif de ces sélections disparues, classées par régions actuellement représentées à Miss France.
Note : Toutes les données ne sont pas encore connues.
| Régions actuelles                             | Anciens titres absorbés         | Dernière participation connue  |
| --------------------------------------------- | ------------------------------- | ------------------------------ |
| Miss Alsace                                   | -                               | -                              |
| Miss Aquitaine                                |                                 |                                |
| Miss Agen                                     | 1971 (Anne-Marie Archiapati)    |                                |
| Miss Côte d'Argent                            | 1977 (Danièle Heret)            |                                |
| Miss Entre-Deux-Mers                          | 1977 (Francine Marchiado)       |                                |
| Miss Landes                                   | 1977 (Rose-Marie Domenech)      |                                |
| Miss Arcachon                                 | 1979 (Catherine Mongeois)       |                                |
| Miss Monbazillac ou Miss Monbazillac-Périgord | 1979 (Martine Pauliac)          |                                |
| Miss Soulac                                   | 1980 (Brigitte Duchemin)        |                                |
| Miss Côte-Sud-des-Landes                      | 1980 (Brigitte Levert)          |                                |
| Miss Bordeaux                                 | 1989 (Sandrine Scherrer)        |                                |
| Miss Médoc                                    | 1989 (Christelle Bastard)       |                                |
| Miss Grand Bordeaux                           | 1993 (Carole Bouchez)           |                                |
| Miss Béarn                                    | 1997 (Anne-Sophie Vigno)        |                                |
| Miss Côte Basque                              | 1999 (Sandrine Vacchiero)       |                                |
| Miss Aquitaine-Guyenne                        | 2005                            |                                |
| Miss Bigorre-Béarn                            | 2005 (Myriam Barre)             |                                |
| Miss Périgord                                 | 2006 (Murielle Castaing)        |                                |
| Miss Gascogne                                 | 2007 (Céline Fueyo)             |                                |
| Miss Béarn-Gascogne                           | 2010 (Marine Bories)            |                                |
| Miss Auvergne                                 | Miss Pays du Velay              | 2005 (Coralie Duchet)          |
| Miss Bourgogne                                |                                 |                                |
| Miss Bourgogne-Nord                           | 1993 (Patricia Rousselet)       |                                |
| Miss Bourgogne-Sud                            | 1993 (Cendrine Laurencin)       |                                |
| Miss Pays d'Othe                              | 1994 (Clarisse Garçonnat)       |                                |
| Miss Bretagne                                 |                                 |                                |
| Miss La Baule                                 | 1963 (Nicole Chauveau)          |                                |
| Miss Côte d'Émeraude                          | 1968 (Martine Henry)            |                                |
| Miss Finistère                                | 1968 (Marie Martine Legrand)    |                                |
| Miss Brière                                   | 1979 (Patricia Arel)            |                                |
| Miss Argoat                                   | 1980 (Anne Le Maux)             |                                |
| Miss Côte de Granit                           | 1980 (Catherine Parera)         |                                |
| Miss Lorient                                  | 1980 (Claudine Gosselin)        |                                |
| Miss Centre-Val de Loire                      |                                 |                                |
| Miss Indre                                    | 1971 (Marie-Chantal Clerte)     |                                |
| Miss Tours                                    | 1971 (Chantal Rourer)           |                                |
| Miss Orléans                                  | 1978 (Véronique Monfrance)      |                                |
| Miss Loir-et-Cher                             | 1980 (Ghislaine Raineau)        |                                |
| Miss Centre-Ouest                             | 1993 (Christelle Landeau)       |                                |
| Miss Touraine-Sologne                         | 2000 (Karine Bouvier)           |                                |
| Miss Sologne-Val de Loire                     | 2003 (Nadège Traca)             |                                |
| Miss Touraine                                 | 2006 (Justine Lepsch)           |                                |
| Miss Berry                                    | 2006 (Élodie Thomas)            |                                |
| Miss Berry-Val de Loire                       | 2010 (Élodie Martel)            |                                |
| Miss Orléanais                                | 2015 (Solène Salmagne)          |                                |
| Miss Centre                                   | 2015 (Amanda Xeres)             |                                |
| Miss Champagne-Ardenne                        |                                 |                                |
| Miss Brie-Champagne                           | 1971 (Mercedes Castiblanque)    |                                |
| Miss Champagne                                | 1985 (Christine Grégoire)       |                                |
| Miss Ardennes                                 | 1986 (Sylvie Boucton)           |                                |
| Miss Pays d'Othe                              | 1994 (Clarisse Garçonnat)       |                                |
| Miss Corse                                    | -                               | -                              |
| Miss Côte d'Azur                              |                                 |                                |
| Miss Saint-Tropez                             | 1952 (Nicole Drouin)            |                                |
| Miss Saint-Raphaël                            | 1967 (Marie-Claude Douat)       |                                |
| Miss Sainte-Maxime                            | 1973 (Sylvaine Maze)            |                                |
| Miss Cannes                                   | 1983 (Patricia Allegri)         |                                |
| Miss Franche-Comté                            |                                 |                                |
| Miss Besançon                                 | 1971 (Françoise Maître)         |                                |
| Miss Territoire de Belfort                    | 1991 (Delphine Mougenot)        |                                |
| Miss Jura                                     | 1992 (Isabelle Barbier)         |                                |
| Miss Guadeloupe                               | Miss Guadeloupe et Îles du Nord | 2016 (Johanna Delphin)         |
| Miss Guyane                                   | -                               | -                              |
| Miss Île-de-France                            |                                 |                                |
| Miss Essonne                                  | 1977 (Catherine Chailleux)      |                                |
| Miss Yvelines                                 | 1978 (Catherine Chandezon)      |                                |
| Miss Seine-et-Marne                           | 1979 (Claire Rousseau)          |                                |
| Miss Hauts-de-Seine                           | 1980 (Pascale Fontanaud)        |                                |
| Miss Nogeantais                               | 1980 (Véronique Fricot)         |                                |
| Miss Seine-Saint-Denis                        | 1980 (Sylvie Zucchi)            |                                |
| Miss Val-de-Marne                             | 1980 (Fabienne Lecher)          |                                |
| Miss Val-d'Oise                               | 1980 (Isabelle Moulin)          |                                |
| Miss Paris                                    | 2010 (Kelly Bochenko)           |                                |
| Miss Languedoc-Roussillon                     |                                 |                                |
| Miss Pyrénées-Orientales                      | 1938 (Madeleine Mourgues)       |                                |
| Miss Toulouse-Languedoc                       | 1969 (Violette Pena)            |                                |
| Miss Lozère                                   | 1971 (Françoise Saubert)        |                                |
| Miss Côte Catalane                            | 1977 (Angélique Busseron)       |                                |
| Miss Grande-Motte                             | 1988 (Roseline Casal)           |                                |
| Miss Côte Vermeille                           | 1991 (Nathalie Birba)           |                                |
| Miss Littoral-Sud                             | 1993 (Sandra Praduroux)         |                                |
| Miss Camargue                                 | 2003 (Élodie Canville)          |                                |
| Miss Cévennes                                 | 2003 (Sophie Larmignat)         |                                |
| Miss Camargue-Cévennes                        | 2006 (Marie-Charlotte Meré)     |                                |
| Miss Languedoc                                | 2016 (Léna Stachurski)          |                                |
| Miss Roussillon                               | 2016 (Anaïs Marin)              |                                |
| Miss Limousin                                 | Miss Creuse                     | 1978 (Isabelle Panissier)      |
| Miss Limousin                                 | Miss Haute-Vienne               | 1978 (Pascale Fayraud)         |
| Miss Limousin                                 | Miss Corrèze                    | 1979 (Catherine Laferte)       |
| Miss Lorraine                                 | -                               | -                              |
| Miss Martinique                               | -                               | -                              |
| Miss Mayotte                                  | -                               | -                              |
| Miss Midi-Pyrénées                            | Miss Garonne                    | 1931 (Jeanne Juilla)           |
| Miss Midi-Pyrénées                            | Miss Toulouse-Languedoc         | 1969 (Violette Pena)           |
| Miss Midi-Pyrénées                            | Miss Toulouse                   | 1979 (Catherine Dessèvre)      |
| Miss Midi-Pyrénées                            | Miss Rouergue                   | 1996 (Julie Perdigues)         |
| Miss Midi-Pyrénées                            | Miss Rouergue-Cévennes          | 1997 (Aurore Pecrix)           |
| Miss Midi-Pyrénées                            | Miss Toulouse-Midi-Pyrénées     | 1997 (Marie Borg)              |
| Miss Midi-Pyrénées                            | Miss Quercy                     | 1999 (Nathalie Menet)          |
| Miss Midi-Pyrénées                            | Miss Midi-Pyrénées-Toulouse     | 2000 (Sophie de Sousa)         |
| Miss Midi-Pyrénées                            | Miss Albigeois                  | 2003 (Emelyne Bounay)          |
| Miss Midi-Pyrénées                            | Miss Comminges                  | 2003 (Mandy Garcia)            |
| Miss Midi-Pyrénées                            | Miss Bigorre-Béarn              | 2005 (Myriam Barre)            |
| Miss Midi-Pyrénées                            | Miss Gascogne                   | 2007 (Céline Fueyo)            |
| Miss Midi-Pyrénées                            | Miss Comminges-Pyrénées         | 2008 (Sandra Laporte)          |
| Miss Midi-Pyrénées                            | Miss Albigeois-Midi-Toulousain  | 2008 (Eurydice Rigal)          |
| Miss Midi-Pyrénées                            | Miss Albigeois-Midi-Pyrénées    | 2010 (Laura Faroult)           |
| Miss Midi-Pyrénées                            | Miss Quercy Rouergue            | 2010 (Nathalie Ample)          |
| Miss Saint-Martin et Saint-Barthélémy         | Miss Saint-Martin               | 2015 (Nadika Matthew-Gauthier) |